# 김성호 (화학자)
김성호(金聖浩, 영어: Kim Sung-Hou)는 한국 태생의 미국의 구조생물학자이자 생물물리학자이다. 김성호는 1973년에 알렉산더 리치와 함께 tRNA의 3차원 구조를 최초로 보고했다. 또한 김성호는 사람의 Ras, 사람의 사이클린 의존성 키네이스 2 및 작은 열충격 단백질을 포함한 단백질 분자의 구조에 관한 많은 논문을 발표했다. 김성호는 1994년 이래로 미국 국립과학아카데미의 회원이자 미국 예술 및 과학 아카데미의 펠로우이다. 김성호는 현재 캘리포니아 대학교 버클리(UC 버클리)의 화학과 교수로 재직 중이며, 로렌스 버클리 국립연구소(LBL)의 교수 과학자이다.

## 약력
김성호는 1937년에 일제강점기의 한국에서 태어났다. 김성호는 서울대학교 화학과 학사 학위(B.S. 1960년)와 석사 학위(M.S. 1962년)를 받았고, 피츠버그 대학교에서 박사 학위(PhD, 1966년)를 받았다. 1966년부터 1970년까지 김성호는 매사추세츠 공과대학교(MIT)에서 알렉산더 리치 밑에서 연구원으로 일했으며, 1970년부터 1972년까지 리치와 함께 선임 연구원으로 일했다.
1972년부터 1978년까지 듀크 대학교 의과대학 생화학과 조교수, 1978년부터 현재까지 캘리포니아 대학교 버클리 화학과 교수로 재직하고 있다.

## tRNA의 3차원 구조 규명에 대한 논란
1960년대와 1970년대 초에 tRNA의 3차원 구조를 규명하기 위한 전세계 여러 연구 집단 간에 치열한 경쟁이 있었다. 최종적인 경쟁은 MIT의 리치 연구팀과 캠브리지의 에런 클루그 연구팀 사이에 있었다. 김성호는 1973년에 MIT에서 《사이언스》에 4Å 백본 구조를 최초로 발표했다. 다음 해인 1974년에 리치 연구팀은 3Å 구조를 고안했다.
1974년 6월에 열린 심포지엄에서 리치와 클루그 연구팀의 로베르투스(Robertus)는 그들의 결과를 상세하게 설명하지 않았다. 그 후 클루그 연구팀은 프랜시스 크릭에게 리치의 연구팀이 심포지엄이 끝난지 한 달만에 리치의 초기 3Å 구조와 일부 세부 사항이 다른 심포지엄의 영향을 받아 《사이언스》에 논문을 발표했다고 주장하면서 이에 대해 불평했다. 2주 후에 클루그 연구팀은 《네이처》에 3Å 구조를 발표했다. 크릭은 클루그의 비난에 대한 내용을 리치에게 편지로 전했다. 그러나 리치는 과학적 위법 행위에 대해 부인했다.
논란은 클루그 연구팀이 미국에 두 가지 tRNA 모델이 있다는 사실을 파악하지 못했기 때문에 일어났다. 2가지 모델은 MIT 모델(리치 연구팀에서 제작)과 듀크 모델(김성호 연구팀에서 제작, 김성호는 1972년에 듀크 대학교로 자리를 옮김)이다. 1973년~1974년에 MIT와 듀크 연구팀 사이에 연락이 중단되었으며, 이 기간 동안에 서로 독자적인 모델을 만들었다. 1974년의 《사이언스》 논문은 원래 백본 구조의 정확성을 재확인한 듀크 연구팀의 모델을 기반으로 했으며, MIT 연구팀 모델과 세부적으로 다른 원자 구조가 밝혀졌고, 이는 캠브리지 연구팀 모델에서도 확인되었다. 듀크 연구팀의 모델은 나중에 크릭에 의해 인정받았다. 1974년의 《사이언스》 논문이 MIT 모델이 아닌 듀크 대학교의 김성호 교수 연구실의 tRNA 구조 모델을 기반으로 했다는 사실을 클루그 연구팀이 알았더라면 이러한 논쟁은 일어나지 않았을 것이다.

## 플렉시콘
2001년에 김성호는 예일 대학교의 조셉 슐레징어 교수와 함께 플렉시콘을 공동으로 설립했다. 플렉시콘은 신약 발견 및 개발을 위한 기술로 선구적인 구조생물학 기반 플랫폼을 사용한다.

## 같이 보기
- tRNA
- 알렉산더 리치